# Merkarê
Merkarê est un potentiel roi de la XIIIe dynastie.

## Attestations
Le nom de Merkarê est inscrit sur le Canon royal de Turin à la position 8.23. Selon l'égyptologue Kim Steven Bardrum Ryholt, pas moins de dix-sept rois de la XIIIe dynastie ont régné pendant la courte période de 1663 à 1649 avant notre ère. Des chercheurs, tels que Manfred Bietak et Ryholt, ont avancé que cette instabilité est la conséquence d'une famine prolongée et peut-être d'un fléau qui a frappé au moins la région du Delta et qui a duré jusqu'à la fin des  XIIIe et XIVe dynasties vers 1650 avant notre ère,. L'état d'affaiblissement des deux royaumes peut expliquer, en partie, pourquoi ils sont tombés rapidement sous le pouvoir émergent des Hyksôs vers 1650 avant notre ère.